# Црква Свете Преподобне Параскеве у Кутлешу
Црква Свете Преподобне Параскеве у Кутлешу, насељеном месту на територији града Лесковца, православни је храм који припада Епархији нишкој Српске православне цркве.
Црква посвећена Светој Преподобној Параскеви налазила је  на пута Лесковац — Бојник. Према запису унешеног у летопису цркве стооји: У турско време на овом месту где је касније подигнут храм, стајао је- и данас стоји- један велики камен вертикално постављен у земљу око кога се народ окупљао и Богу молио. Једног дана пролазио је туда један турски паша који је приметио скуп и сазнавши да је српска богомоља нареди да се тај камен обори. Паша је продужио свој пут према Нишу али још на путу ухвати га грч, тако да су га пренели до Ниша јер није могао да хода. Прве ноћи у сну му се јави света Петка којој је касније Црква посвећена, и рече му да камен поново постави па ће оздравити. Паша не само што нареди да се камен врати у првобитни положај, него и одобри зидање храма на том месту и даде прилог за његово подизање и након тога оздрави.
Прво је подигнута једна црква брвнара у којој се није служило, а за време свештеника Ђорђа Поповића 1883. године подигнута је капела од тврдог материјала у којој је почело да се служи, а свети антиминс положио је епископ нишки Никанор. Док није подигнута ова капелица верници из ове парохије за своје верске потребе ишли су у Печењевцу у храм светог пророка Илије. Како се број домова и верника повећавао, свештенство и парохијани су осетили потребу за подизање веће цркве. Треба знати да су се у ову капелицу скупљали верници још из две парохије, бријањске и пуковачке. Свештеници Ђорђе и Сотир Поповић почели су да прикупљају прилоге и 1908. године почело је зидање данашњег храма. Са пословима се ишло веома полако због тешког времена у којем се живело и ратова који су се дешавали у то време. Коначно, до освећења цркве дошло је тек у јесен 1936. године.
Црквене књиге рођених, венчаних, брачно испитаних и умрлих воде се од 1. јула 1890. године.
Стари црквени конак подигнут је 1884. године, а нови који се налази у порти и данас 1927. године. Свештеници који су служили у Кутлешкој парохији од њеног оснивања 1890. године били су: Ђорђе Поповић, Тихомир Поповић, Михајло Поповић, Боривоје хаџи- Танчић, Тихомир Радивојевић, Душан Капларевић и тренутно Иван Јанковић.